# Hermann Auleb
Andreas August Carl Hermann Auleb (ausschließlich im Taufbuch: Aulepp) (* 21. Mai 1832 in Arnstadt; † 5. Mai 1911 in Coburg) war Jurist, Autor und Mitglied des Landtags des Fürstentums Schwarzburg-Sondershausen.

## Familie
Hermann Auleb war ein Sohn des Fürstlichen Schornsteinfegermeisters Gottfried Christoph Aulepp und dessen zweiter Ehefrau Wilhelmine Friederike geb. Krause. Hermann Auleb, der evangelisch-lutherischen Glaubens war, heiratete am 12. November 1871 in Greußen Emma Ernestine Wilhelmine Schütz (* 5. Februar 1852 Greußen), Tochter des Brauerei- und Kaffeehausbesitzers Theodor Schütz in Greußen.

## Juristische Karriere
Nach dem Abitur 1851 in Arnstadt studierte Auleb von Ostern 1851 bis Anfang 1854 Jura in Jena und legte am 19./21. Januar 1854 beim Appellationsgericht in Eisenach die erste juristische Staatsprüfung („gut bestanden“) ab. Ab dem 25. Juli 1854 war er Akzessist beim Justizamt (Groß-)Breitenbach, ab dem 24./5. März 1855 beim Justizamt Arnstadt. Am 11. August 1856 wurde er Auditor beim Kreisgericht in Arnstadt, am 19. November 1858 beim Justizamt in Gehren. Ab dem 28. März/19. April 1860 wirkte er als Aktuar beim Justizamt Eheleben und ab 14. Januar/5. Februar 1864 als 2. Aktuar beim Justizamt (Groß-)Breitenbach. Vom 27. September / 11. Oktober 1870 an war er 1. Aktuar beim Justizamt Greußen. Sein Titel lautete ab dem 26. Januar 1871 Amtscommissair, ab dem 26. Januar 1874 Amtsassessor. Vom 22. Juni/6. Juli 1875 an war er mit dem Titel Assessor 2. Sekretär beim gemeinsamen Kreisgericht in Arnstadt.
Am 14. Mai 1879 wurde er zum Dr. jur. in Jena promoviert. Ab dem 9. August/1. Oktober 1879 war er erster Amtsrichter in Gehren, ab 3. Januar 1882 mit dem Prädikat Amtsgerichtsrat. Am 26. Mai 1887 wurde er auf eigenen Wunsch wegen Krankheit in den Ruhestand versetzt.

## Politik
Von 1872 bis 1875 (?) war Hermann Auleb Mitglied des Gemeinderats in Greußen. Politisch stand er der nationalliberalen Partei nahe. So war er 1881 Unterzeichner von Wahlaufrufen für den auch von den Nationalliberalen unterstützen DRP-Wahlkreiskandidaten im Wahlkreis Fürstentum Schwarzburg-Sondershausen, Staatsanwalt Oscar Schoenemann aus Eisenach.
Vom 15. November 1880 bis 1881 und vom 13. Juni 1884 bis zum 8. Juni 1886 war er für den Wahlkreis für die allgemeinen Wahlen in Gehren Mitglied des Schwarzburg-Sondershäuser Landtags und vertrat dort konservative Positionen.

## Autor
Hermann Auleb war als Autor tätig und veröffentlichte unter anderem Beiträge zur Schwarzburgischen Wirtschaftsgeschichte.

## Nachweise
1. ↑  Arnstädtisches Regierungs- und Intelligenz-Blatt vom 21. Juli 1832, S. 136.
2. ↑  Verzeichnis der Abiturienten S. 18.
3. ↑  Verzeichnis der Studierenden in Jena No. 50 (SS 1851) bis No. 55 (WS 1853/54).
4. ↑  Regierungs- und Nachrichtsblatt für das Fürstenthum Schwarzburg-Sondershausen vom 3. Juli 1875, S. 313.
5. ↑  Regierungs- und Nachrichtsblatt für das Fürstenthum Schwarzburg-Sondershausen vom 25. September 1879, S. 457.
6. ↑  Regierungs- und Nachrichtsblatt für das Fürstenthum Schwarzburg-Sondershausen vom 7. Januar 1882, S. 9.
7. ↑  Regierungs- und Nachrichtsblatt für das Fürstenthum Schwarzburg-Sondershausen vom 31. Mai 1887, S. 257.
8. ↑  Sohn von Friedrich Schönemann.
9. ↑  Der Deutsche. Zeitung für Thüringen und den Harz vom 4. Oktober 1881 (Nr. 232).

| Personendaten    | Personendaten                       |
| ---------------- | ----------------------------------- |
| NAME             | Auleb, Hermann                      |
| ALTERNATIVNAMEN  | Auleb, Andreas August Carl Hermann  |
| KURZBESCHREIBUNG | deutscher Jurist und Politiker, MdL |
| GEBURTSDATUM     | 21. Mai 1832                        |
| GEBURTSORT       | Arnstadt                            |
| STERBEDATUM      | 5. Mai 1911                         |
| STERBEORT        | Coburg                              |